# 清木場俊介 LIVE "祭"
清木場俊介 LIVE "祭"（きよきばしゅんすけ・ライブ・まつり）は、清木場俊介のライブ・アルバムである。2006年12月20日発売。

## 概要
- 清木場初のライブ・アルバム。
- 本作は2枚組となっている。

## 収録曲

### DISC1
1. believe
2. キャップアップ
3. 愚説
4. それっ!
5. 意味の無いI LOVE YOU
6. いつか…
7. キミが好きだから
8. 月
9. 僕の毎日

### DISC2
1. ランナーズハイ
2. 進め
3. 爾来 〜10年後のボク等〜
4. さよなら愛しい人よ…
5. 唄い人
6. 人間じゃろうが!
7. かっぱぎロックンロール
8. さよならの唄…。